# Distrito de Huertas
El distrito de Huertas es uno de los es uno de los treinta y cuatro que conforman la provincia de Jauja, ubicada en el departamento de Junín, en la sierra central del Perú.
Dentro de la división eclesiástica de la Iglesia Católica del Perú, pertenece a la Vicaría IV de la Arquidiócesis de Huancayo

## Historia

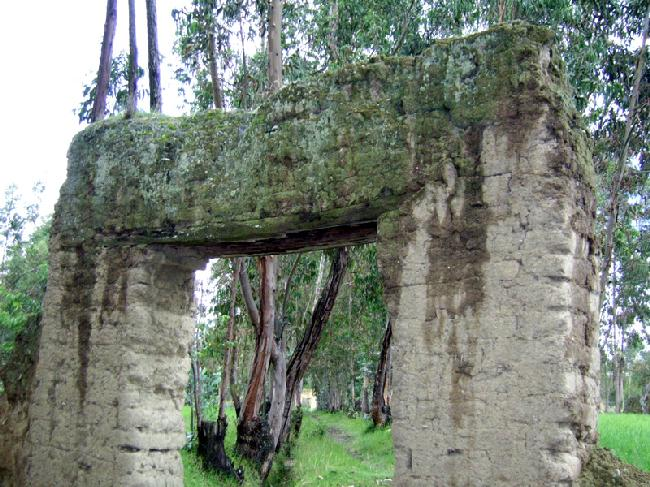
Dintel remanente de las ruinas de una antigua casa.

El distrito fue creado mediante Ley del 12 de enero de 1954, en el gobierno del Presidente Manuel A. Odría.

## Geografía

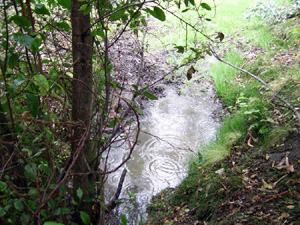
Naturaleza del lugar.

Tiene una extensión de 10,10 km² y se encuentra ubicado aproximadamente a 3,5 kilómetros de la ciudad de Jauja, en los 75°26’52’’ de longitud oeste y los 11°45’50’’ de latitud sur. Cuenta con un clima templado seco y una altitud de 3 379 m s. n. m.

## Capital
Su capital es el pueblo de Huertas. Destaca su barrio Lunahuaná, conocido como "barrio de los millonarios" por sus pomposos carnavales.

## División administrativa
El distrito está conformado por los siguientes centros poblados:
- Huertas
- Páucar
- Córiac
- Rumichaca
- Santa Ana
- Progreso
- Vista Alegre
- Tumanya
- Condorsina
- Tindacucho

## Educación

### Instituciones educativas
- Institución Educativa Multigrado 30507 (Barrio Centro)
- Institución Educativa 30561 Leoncio Prado Gutiérrez (Barrio Condorsinja)
- Institución Educativa Jardín 768 (Barrio Condorsinja)

## Economía

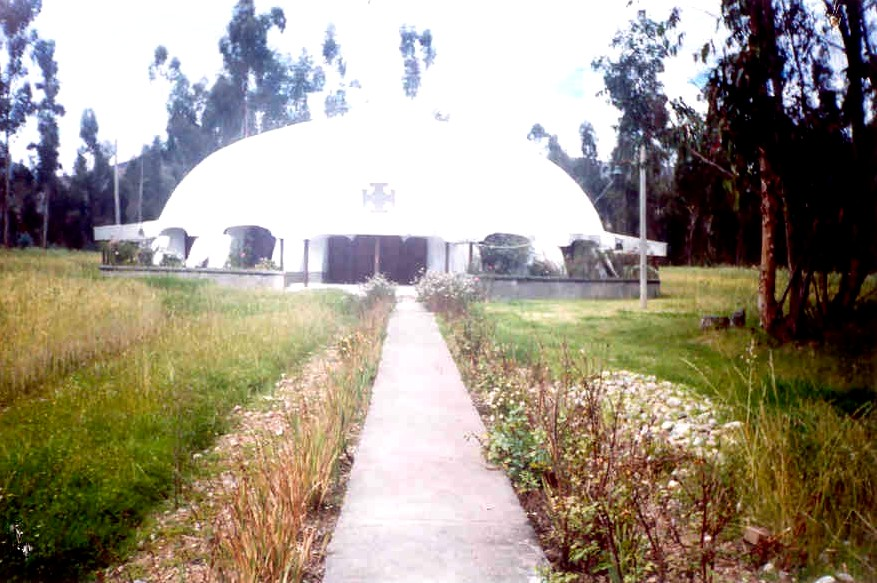
Templo de la Gran Fraternidad Universal, conocido popularmente como "Templo de los Yogas".

En tiempos poscoloniales se erigieron lo que serían las haciendas que se dedicaban a la agricultura y a la ganadería en grandes extensiones de terrenos. Algo que ya entrados en el siglo XX también desaparecería para dar paso a la división por parcelas a cargo, generalmente, de cada familia, lo que constituía sus mayores medios de subsistencia.
Si bien en Huertas el sentido de comunidad se ha ido perdiendo en las últimas décadas, persisten sus costumbres cotidianas, festividades religiosas, danzas, etc. Los visibles cambios económicos han dado lugar a una transformación física del distrito con el reemplazo parte de la flora nativa por otra de más rentabilidad, la canalización en cemento de los riachuelos de riego agrícola y la presencia cada vez más frecuente de hornos artesanales de ladrillos y tejas.

## Autoridades

### Municipales
- 2019 - 2022[2]
- Alcalde: Domingo Felipe Aylas Valenzuela, Movimiento Regional Junín Sostenible
- Regidores: Luis Huaman Ingaroca(Junín Sostenible),Carina Cardenas Escobar(Junín Sostenible), Wilder Mateo Bravo(Junín Sostenible), Yheny Jesus Urco(Junín Sostenible), Gianina Pahuacho Mucha(Alianza Para el Progreso)

- [[Archivo:|alt=2020|miniaturadeimagen|Huertas 2020]]2015 - 2018[3]
  - Alcalde: Roly Nicodemus Salazar Espinoza,  Movimiento Junín Emprendedores Rumbo al 21 (JER21).
  - Regidores: Jorge Feliciano Valenzuela Solís (JER21), Janeth Soledad Salas Damián (JER21), Víctor Pascual Vivanco Llanto (JER21), Merci Mabel Baldeón Escobar (JER21), Alfredo Jesús Flores Cavero (Juntos por Junín).
- 2011-2014[4][5]
  - Alcalde: Roly Nicodemus Salazar Espinoza, Bloque Popular Junín (BPJ).
  - Regidores: Luis Edgar Aliaga Baldeón (BPJ), Richard Eusebio Mayor Nuñez (BPJ),  Lidia Marleni Lizárraga Franco (BPJ), James Rol Rivera Ramírez (BPJ), Ermel Fidel Gómez Franco (Alianza para el Progreso).
- 2007-2010
  - Alcalde: Domingo Felipe Aylas Valenzuela.

### Policiales
- Comisaría de Jauja
  - Comisario: Cmdte. PNP. Edson Hernán Cerrón Lazo.[6]

## Huertinos destacados
- Clodoaldo Espinoza Bravo, poeta
- Juan R. Castro, diputado

## Festividades
- Enero: Niño Jesús
- Talipacuy